# Босна (Турска)
Босна (тур. Bosna) је насељено место у округу Једрене у вилајету Једрене, Турска. Према попису из 2020. био је 71 становник. Налази се на десној обали реке Марице, непосредно уз границу са Грчком.
Село је добило име по неколико породица босанских заробљеника који су ту боравили. Њима су Турци наметнули принудни рад превоза роба са Балкана у унутрашњост Османског царства. Касније су се доселиле грчке породице. Боравак босанских заробљеника је био краткотрајан, те није дошло до мешања са Грцима. За време грчко-турског рата назив села је промењен у Виса, да би након рата 1923. године грчко становништво напустило насеље. На њихово место се насељавају муслиманске породице из Босне и Херцеговине.